# بیبورگ
بیبورگ (به آلمانی: Biburg) یک شهر در آلمان است که در کلهایم واقع شده‌است.